# Federic Feases i Carrión
Federic Feases i Carrión (El Cañamelar, Valencia, 4 de diciembre de 1967 - ibíd., 25 de febrero de 1989) fue un escritor, filólogo, activista e intelectual español de ideología nacionalista valenciana.
Feases, vinculado a los Poblados Marítimos de la Ciudad de Valencia, destacó por ser un precoz activista del nacionalismo valenciano desde posturas contrarias a la unidad de las lenguas valenciana y catalana. Es en su etapa en el instituto Isabel de Villena donde adopta el valenciano como lengua propia, realizando los cursos de Lengua Valenciana de Lo Rat Penat e ingresando en la entidad Taula Nova Valenciana, agrupación de jóvenes universitarios cercanos al entonces tímido nacionalismo valenciano de raíz ratpenatista.
En dicho instituto crea la revista Cla, anecdótica pero fresca publicación juvenil de ámbito de barrio donde escribía con el pseudónimo de Anfos Alacant. Es en este lugar y durante dicho período estudiantil donde conocería a su pareja, la también cabanyalera, valencianista y estudiante de Derecho en el momento de su fallecimiento Angels Brull i Gregori (11.2.1967-25.2.1989). En estas fechas ya colaboraba en medios de comunicación de distinta índole, como la revista en Normes del Puig Murta o diarios como Levante-EMV, El País o la libertaria Radio Klara.
Fue cofundador a mediados de los años 1980 de la Associacio Jovenil Poble Nou de la Mar, entidad que realizaría múltiples trabajos por el estudio de la historia de los Poblados Marítimos de Valencia, con especial interés en aquellas actividades relacionadas con un plan de rehabilitación para el Cabanyal que nunca se ha llegado a realizar. 
Pese a su postura, partidaria del Secesionismo lingüístico valenciano, estudió Filología catalana en la Universitat de València y formó parte del Departamento de Teoría de los Lenguajes.
En 1987 se embarcaría junto a Angels en el proyecto político de Coalicio Valenciana, partido de índole centrista, liberal y nacionalista valenciano. El fracaso electoral de la formación en las elecciones europeas de ese año les dejaría helados y desencantados para la política activa.
También en estos meses redactaría su conocida novela En un temps llunta i un pais desconegut, obra póstuma que editaría Lo Rat Penat en 1994.
Durante esta etapa universitaria y a partir de este mismo 1987 Federic impulsa, en compañía de un amigo, las conocidas como Tertúlies del Cabanyal: una serie de debates de pensamiento en clave nacionalista valenciana donde se reflexionaba sobre el pasado y presente valenciano, europeo y mundial. Participaron entre otros: Artur Ahuir, Àngel Calpe, Felip Bens, Vicent Flor, Voro López, Joan Victor Pascual, Maria Josep Ferrer, Pasqual Montesinos, Lluís Mesa, Josep Lluís Ferri, Alfret Chulià, Francesc Risueño, Anna Argente o Miquel Àngel Navarro. Parte de les reflexiones de dichas tertulias se pueden consultar en el libro La Guerra Insidiosa (1995), de Àngel Calpe.
Murió inesperadamente el 25 de febrero de 1989, a los 21 años, junto a su pareja Angels en un trágico accidente cuando un inmenso muro, empujado por vientos huracanados, cayó sobre su coche Seat 127. Los restos de ambos yacen juntos en el Cementerio del Cabañal. Feases fue licenciado póstumamente  cuando todavía le faltaba un curso para acabar la carrera.
Federic y Angels fueron nombrados Hijos Predilectos del Cabanyal a petición de los vecinos. El Ayuntamiento de Valencia rotuló en 1993 un pasaje con sus nombres.
Uno de los premios literarios que otorga l'Entitat Cultural Valenciana El Piló de Burjasot lleva el nombre de "Premi Fede Feases de Novela" para premiar la mejor novela en valenciano escrita según les Normes del Puig.

## Premios
Accésit a la Flor Natural en los Jocs Florals de Valencia en 1985 y ganador de la Flor Natural en los Jocs Florals de Paterna en 1986.